# Glenea astathiformis
Glenea astathiformis là một loài bọ cánh cứng trong họ Cerambycidae.